# Nu Image
Nu Image är ett filmproduktionsbolag i Los Angeles, startat 1992 av Avi Lerner, som främst producerar film för DVD-marknaden (tidigare video). Dotterbolaget Millennium Films producerar fler större filmer för biomarknaden. Bolagen producerar ett tjugotal filmer årligen.
Nu Image producerar till största delen actionfilmer, skräckfilmer (i synnerhet monsterfilmer) och militärfilmer som Operation Delta Force (1997) och U.S. Seals (1999). De flesta av bolagets direkt-till-dvd-filmer spelas in i Bulgarien och 2005 köpte bolaget den bulgariska filmstudion Boyana Film. Bolagen (ibland Nu Image och ibland Millennium) ligger bakom många av Steven Seagals och Jean-Claude Van Dammes nyare filmer, och även ett par filmer med Dolph Lundgren. Flera filmer har blivit nominerade till Oscars, bland annat Den svarta dahlian.